# Мутаген
Мутагените са физични, химични или биологични фактори, които увеличават честотата на мутациите над естественото ниво, вследствие на което възникват генетични изменения в засегнатите клетки на организма.
Мутациите често причиняват рак и затова повечето мутагени са канцерогенни. Не всички мутации обаче се причиняват от мутагени. Физиологично във всеки организъм възникват спонтанни мутации, дължащи се на грешки в репликацията и рекомбинацията.

## Видове мутагени
- Физични: йонизираща радиация;
  - Химични: етидиев бромид, бром; алкилиращи съединения: аналози на азотните бази; акридинови багрила; азотиста киселина;
- Биологични: някои токсини; вируси и някои бактерии.

## Последствия от мутациите
Мутациите представляват замяна на една или повече нуклеотидни двойки бази с други, вмъкване или премахване на един или повече нуклеотиди от ДНК веригата. Повечето мутации са летални за клетката, а понякога и за целия организъм, или предизвикват възникването на заболявания. Повечето от тях са наследствени и се предават на потомството.
Възникването на мутации в плода по време на ембрионалното му развитие много често води до появата на вродени дефекти. Поради това съществуват редица нормативни актове за ограничаване на излагането на бременните жени на потенциално мутагенни фактори като: йонизираща радиация, излъчване от компютърни екрани, някои химикали и други.
Все пак някои мутации могат да бъдат полезни за биологичния вид, като цяло. Те са предпоставка за изменчивостта и диверсификацията на видовете.
Мутациите, които настъпват в интроните, не предизвикват никакви отклонения в клетките. Оттам те не могат да повлияят подреждането на аминокиселините в белтъчните молекули при транслирането на генетичната информация.

## Откриване на мутагените
През 20-те години на XX век Херман Мюлер открива, че облъчването с рентгенови лъчи причинява мутации в дрозофилата. С рентгеновото лъчение той създава мутирали дрозофили, върху които извършва изследвания, свързани с генетиката. Открива, че рентгеновите лъчи влияят не само на дрозофилите, а и върху човека.